# Dark web
Dark web (in italiano: web oscuro o rete oscura) indica i contenuti del deep web nelle darknet (reti oscure) che si raggiungono via Internet attraverso specifici software, configurazioni e accessi autorizzativi.

## Descrizione
Il dark web è una piccola parte del deep web, è la parte oscura di internet non indicizzata da motori di ricerca, sebbene talvolta il termine deep web venga usato erroneamente per riferirsi al solo dark web.
Le darknet che costituiscono il dark web includono piccole reti, friend to friend peer-to-peer, come reti grandi e famose come Tor, Freenet, e I2P, in cui operano organizzazioni pubbliche e singoli individui. Si stima poi che il 95% dell'attività svolta nel Dark Web sia di natura illegale e questo crea spesso fraintendimenti fra Dark Web e Deep Web, il primo drasticamente meno esteso rispetto al secondo.
Gli utenti del dark web fanno riferimento al web normale, accessibile tramite i normali motori di ricerca (Google, Bing, ecc) come web in chiaro o clearnet in quanto non criptato.

## Contenuti
Il dark web non è raggiungibile dai classici motori di ricerca, perché si sovrappone alle normali reti e alle architetture delle reti private, rendendo molto difficile l'accesso, e permettendo così di nascondere e commerciare materiale illegale. 
All'interno del dark web si può trovare:
:
- condivisione di file (piratati, personali, illegali o contraffatti, etc.);
- crimini informatici (corruzione di file, frodi, etc.);
- protezione della privacy dei cittadini soggetti a sorveglianza di massa;
- vendita di beni limitati su mercati darknet;
- compravendita di beni o servizi illeciti o illegali;
- fughe di notizie;
- aggiramento della censura di internet e dei sistemi di filtraggio dei contenuti o superamento di firewall.

La rete Tor si fortifica e diventa più affidabile grazie all'incremento del numero di nodi e relay, i quali, da un lato, proteggono il diritto alla privacy e all'anonimato delle comunicazioni elettroniche, mentre dall'altro, facilitano e occultano le attività delle organizzazioni criminali.